# Ouverture (Magnard)
Pour les articles homonymes, voir Ouverture.
L'Ouverture opus 10 est une ouverture pour orchestre d'Albéric Magnard, composée entre août 1894 et août 1895.

## Présentation
La partition de l'Ouverture, écrite entre 1894 et 1895, n'est créée que plusieurs années plus tard, le 14 mai 1899 au Nouveau-Théâtre de Paris, en compagnie du Chant funèbre, de la version définitive de la Symphonie no 2 et de la Symphonie no 3, l'orchestre étant dirigé par le compositeur.
L’œuvre, en la majeur, est dédiée à Louis Arnavon. Sa durée moyenne d'exécution est de douze minutes environ.

## Analyse
La pièce est de forme sonate, et selon les mots de Harry Halbreich, est une « belle et modeste inconnue [qui] possède bien des charmes ». Gustave Samazeuilh salue d'ailleurs « la vivacité de son rythme et la concision de sa forme ».
Un premier thème vigoureux et gai est exposé par les cordes sur des batteries de bois, avant un pont calme et modulant qui amène le deuxième thème, en si mineur, puis une idée conclusive en si majeur rêveuse et chantante à la trompette. Vient ensuite le développement, d'abord bucolique puis énergique au retour du thème initial. Enfin, la réexposition, variée. Au développement terminal, « qui rejoint bien vite la voluptueuse paresse d'une grande coda lente en un decrescendo à peine émaillé par le souvenir lointain et très ralenti de la tête du premier thème dialoguant entre les timbales, le cor et la trompette, avant qu'une paisible tierce picarde mette le point final sur la pointe des pieds... »

## Discographie
- Albéric Magnard, Hymne à la justice, Symphonie no 2 et Ouverture op. 10, Orchestre du Capitole de Toulouse, dir. Michel Plasson, éditions EMI, 1988.
- Albéric Magnard, Hymne à la Justice, op. 14, Suite dans le style ancien, op. 2, Chant funèbre, op. 9, Ouverture, op. 10, Hymne à Vénus, op. 17 ; Orchestre philharmonique du Luxembourg, dir. Mark Stringer, Timpani 1C1067, 2002 (réédition 1C1171, 2009).
- Albéric Magnard, Orchestral Works, Philharmonisches Orchester Freiburg, dir. Fabrice Bollon, Naxos 8.574084, 2020.